# ベンジャミン・マウンド

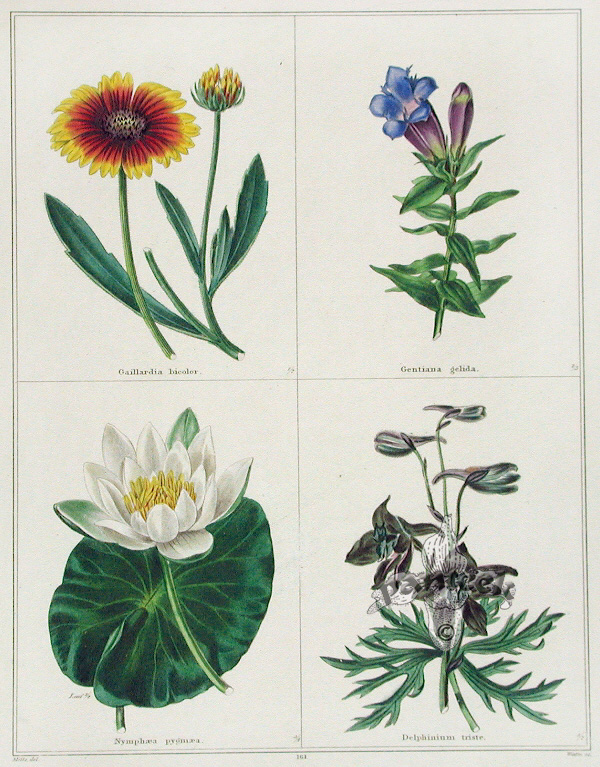
'The Botanic Garden'の図版

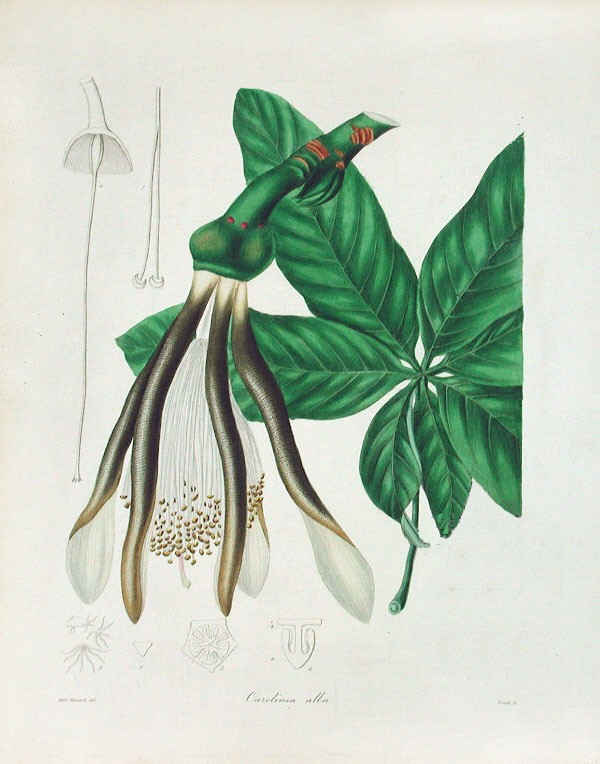
'The Botanist'の図版

ベンジャミン・マウンド（Benjamin Maund、1790年 – 1863年）は、イギリスの薬剤師、植物学者、画家、出版業者である。植物雑誌"The Botanic Garden" や "The Botanist"などを出版した。
1825年からウスターシャーのブロムスグローブの自らの印刷所で"The Botanic Garden" の出版をはじめた。13巻の定期刊行物は王宮庭園で栽培されている観賞用の草花を描き、若き日のビクトリア女王に捧げられた。華麗な植物画は、高名な植物画家のオーガスタ・ウィザース（Augusta Innes Withers）、エドウィン・D・スミス（Edwin D. Smith）、プリシラ・スーザン・ビューリー（Priscilla Susan Bury）やマウンドの娘らが描いた。ロンドンの Baldwin, Cradock & Joy of Londonから出版され、特別版（Crown Edition）は、通常版が1ページに4個の図版が載せられていたのに対して、1ページ1図版の構成であった。The Botanic Gardenの別冊という形で70枚の果実の手彩色版画のFruitistも出版した。
1837年にケンブリッジ大学の教授、聖職者ののジョン・スティーブンス・ヘンズローとともに園芸家のための雑誌、"The Botanist"を発刊した。5巻まで発行され、植物画はオーギュスタ・ウィザースが描いた。